# 倒數回擊
《倒數回擊》是一部中華民國電視電影。該片由溫貞菱與丁寧等人共同主演，以女子拳擊為主題，拍攝於2022年夏季，2024年底陸續於中華電信、My Video、公共電視等平台播出。